# Sals
Die Sals ist ein Fluss in Frankreich, der im Département Aude in der Region Okzitanien verläuft. Das Quellgebiet der Sals liegt auf dem Gemeindegebiet von Sougraigne. Sie fließt überwiegend in nordwestliche Richtung, um schließlich nach rund 20 Kilometer bei Couiza von rechts in die Aude zu münden. Alle paar Jahre führt sie Hochwasser.

## Orte am Fluss
(Reihenfolge in Fließrichtung)
- Sougraigne
- Rennes-les-Bains
- Cassaignes
- Coustaussa
- Couiza

## Sehenswürdigkeiten

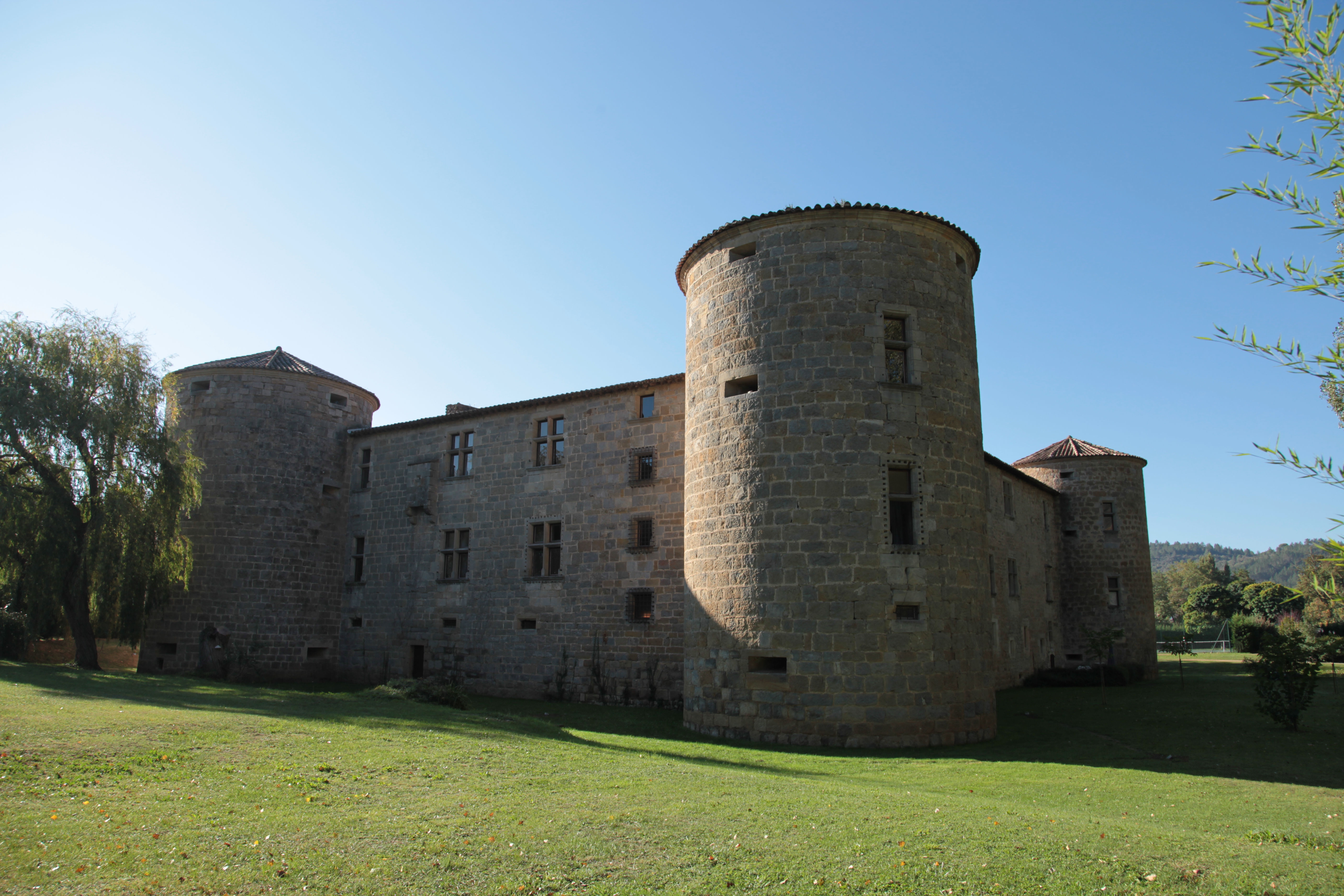
Burg der Herzöge von Joyeuse bei Couiza

Die waldreiche Landschaft am Oberlauf des Flusses lädt zu Wanderungen ein. Wichtigste historische und kulturelle Sehenswürdigkeit ist die Burg (Château) der Herzöge von Joyeuse bei Couiza.